# Passovia stelis
Passovia stelis är en tvåhjärtbladig växtart som först beskrevs av Carl von Linné, och fick sitt nu gällande namn av Kuijt. Passovia stelis ingår i släktet Passovia och familjen Loranthaceae. Inga underarter finns listade i Catalogue of Life.